# Иероним (Григорьев)
Игу́мен Иерони́м (фин. Igumeni Jeronim, в миру — Иван Григорьевич Григорьев; 1874, село Старорусцево, Псковская губерния — 1952, Ново-Валаамский монастырь, Хейнявеси, Финляндия) — священнослужитель Финляндской архиепископии Константинопольского Патриархата, игумен; с 1948 по 1952 годы — настоятель единственного в Финляндии православного мужского Ново-Валаамского монастыря.

## Биография
Родился в 1874 году в деревне Старорусцево, в Псковской губернии. Начальное образование получил в Столбовском земском училище. Работал фельдшером, позднее вышел в отставку.
4 августа 1901 года поступил в Валаамский монастырь, где 20 марта 1906 года был зачислен в число послушников.
1 марта 1908 года был пострижен в монашество с наречением имени Иероним.
31 мая 1910 года был рукоположен в сан иеродиакона, а 28 июня 1912 года — в сан иеромонаха. В 1921 году избран на должность казначея. В монастыре нёс чреду священнослужения. В 1926 году церковным судом запрещён в священнослужении «за самовольное толкование канонов с целью внести разлад между монастырской братией; за демонстративное выступление против начальства и духовной власти, за нарушение монастырского устава». Находился в Германовском и Тихвинском скитах Валаама.
С 18 июня 1933 года заведовал братской больницей и аптекой.
В ходе советско-финской войны 1939—1940 годов вместе с братией Старого Валаама эвакуировался вглубь Финляндии, где было положено начало Ново-Валаамскому монастырю. После окончания Второй Мировой войны братия монастыря была принята в юрисдикцию Московской Патриархии.
14 апреля 1948 года на собрании братства Ново-Валаамского монастыря был избран настоятелем и 19 мая 1948 года утвержден в должности. 25 ноября 1948 года в Николо-Богоявленском соборе города Ленинграда митрополитом Григорием (Чуковым) был возведен в сан игумена.
Скончался в 1952 году и погребён на братском кладбище Ново-Валаамского монастыря.

## Награды
- 1914 — набедренник
- 1917 — золотой наперсный крест
- 1921 — архиерейская грамота